# Delonix boiviniana
Delonix boiviniana är en ärtväxtart som först beskrevs av Henri Ernest Baillon, och fick sitt nu gällande namn av René Paul Raymond Capuron. Delonix boiviniana ingår i släktet Delonix, och familjen ärtväxter. Inga underarter finns listade i Catalogue of Life.